# Casal dels Josa
El Casal dels Josa o Cal Portuguès és un edifici gòtic de Montblanc que data del segle xiii i que avui dia alberga la seu de l'entitat Museu-Arxiu de Montblanc i comarca, fundada l'any 1958. El Casal es troba al carrer Josa, 6, dins del recinte emmurallat de Montblanc i a redós de l'església de Santa Maria.

## Descripció
Es tracta d'un edifici de planta baixa, pis i golfes, probablement d'origen gòtic (la recent restauració ha posat al descobert elements que hom data del segle xiii) però molt refet el segle xviii, com es palesa a l'actual façana principal al carrer dels Josa, amb porta adovellada, balcons de ferro forjat i la data del 1738.

## Història
Se'n desconeix la destinació primitiva, encara que hom suposa que estava relacionat amb la cúria eclesiàstica. Se sap que a finals del segle xviii pertanyia a la noble família montblanquina dels Josa, i que posteriorment era conegut per cal Portuguès o casa pairal de la família Alfonso Andreu, últims propietaris, que el cediren per a Museu-Arxiu. La recent restauració de 1978 va adaptar la instal·lació per albergar el fons museístic en un condicions adequades, tot respectant al màxim i posant en relleu els elements arquitectònics significatius de cada època. Va ser declarat Bé Cultural d'Interès Nacional per decret publicat al DOGC el 03-05-1985.